# Kragaleus
Kragaleus (altgriechisch Κραγαλεύς Kragaleús), Sohn des Dryops, ist eine Gestalt der griechischen Mythologie.
In seiner Heimat Dryopien war er für seine gerechte Gesinnung bekannt. Als Apollon, Artemis und Herakles in Streit über Ambrakia in Epeiros gerieten, forderten sie Kragaleus auf, als Schiedsrichter zu fungieren. Er sprach die Stadt Herakles zu, woraufhin Apollon ihn an Ort und Stelle in einen Felsen verwandelte. Seitdem opferten ihm die Ambrakioten jedes Mal nach dem Fest des Herakles.
Kragaleus gilt als Namensgeber der Kragaliden, eines Stammes im südlichen Teil von Phokis.